# Haemaphysalis paraleachi
Haemaphysalis paraleachi este o specie de căpușe din genul Haemaphysalis, familia Ixodidae, descrisă de Camicas, Hoogstraal și El Kammah în anul 1983. Conform Catalogue of Life specia Haemaphysalis paraleachi nu are subspecii cunoscute.